# The Mrs. Carter Show World Tour
The Mrs. Carter Show World Tour fue la cuarta gira musical en solitario de la artista estadounidense Beyoncé Knowles, en apoyo a su cuarto álbum de estudio 4, publicado el 24 de junio de 2011. El título de la gira es una referencia a su matrimonio con Jay-Z (Shawn Carter). A partir del año 2014, la cantante promocionó su más reciente trabajo discográfico Beyoncé. Finalizó el 27 de marzo con su presentación en Lisboa.
The Mrs. Carter Show World Tour contó con temas reales de la artista emulando diferentes reinas a través de los diferentes vestuarios donde colaboró con numerosos diseñadores y pasarelas. El set list de los conciertos en el 2013 incluyó canciones de los cuatro álbumes de estudio de la carrera en solitario de la cantante. Después del lanzamiento de su quinto álbum de estudio homónimo, los espectáculos 2014 se modificaron para incorporar pistas del nuevo álbum. La gira fue alabada por los críticos de música que elogiaron Beyoncé por sus enérgicas actuaciones, baile y habilidades vocales.
Tras el anuncio de los conciertos todos los boletos disponibles para los espectáculos se agotaron por lo que anunciaron más fechas que se añadieron al itinerario. El tour recaudó 188.600.000 dólares en 2013 y las demostraciones 2014 recaudaron $ 41.1 millones, con lo que los ingresos brutos totales de la gira fueron de $ 229,7 millones. Esto hizo que The Mrs. Carter Show World Tour se convirtiera en la gira femenina y en solitario más taquillera del 2013, la gira más taquillera de Beyoncé hasta la fecha y una de las giras más taquilleras de la década. Se transmitieron Actuaciones de numerosas canciones de la gira en varios festivales y el material detrás de las escenas fueron puestas en libertad.

## Antecedentes
La gira fue anunciada tras la presentación de Knowles en el espectáculo de medio tiempo del Super Bowl XLVII el 3 de febrero de 2013. Las primeras fechas que se anunciaron fueron para Europa y Norteamérica, mientras que para Latinoamérica, Oceanía y Asia fueron anunciadas meses después.,
Debido a la gran demanda, la promotora de Knowles añadido un espectáculo extra en Ámsterdam, con una demanda de más de 113.000 personas, un espectáculo extra en Amberes, dos shows adicionales en Londres y una tercera fecha en Mánchester. Un portavoz dijo: "Vimos un nivel sin precedentes en la demanda de clientes de la O2 que buscaban comprar boletos".
El 11 de diciembre de 2013, Beyoncé anunció una segunda parte de la gira, que comenzó en febrero de 2014 y finalizó en marzo de ese año. La cantante visitó más países de Europa en esta segunda parte, entre los que figura Escocia, España y Portugal, entre otros.

## Desarrollo
El primer comercial en aparecer fue en el O2 Londres donde aparece vestida con un corsé y varias joyas similar al estilo de María Antonieta, se encuentra en una lujosa habitación y es vestida por sus elegantes asistentes mientras en el salón principal se encuentran un DJ vestido como bufón y dos de los que serían los únicos bailarines masculinos del tour. Luego de este anuncio aparece la imagen oficial de la gira en ella usa un vestuario similar al del comercial pero solo usando un corsé una corona y un cetro.
Las bailarinas para el show fueron elegidas a partir de la presentación en el Super Bowl show en cual eligieron de más de ochocientas candidatas, de diez bailarinas dos bailarines Les Twins, un grupo de tres vocalistas de la banda Suga Mama y once músicos únicamente femeninos, el escenario contaba con una pared de luces en el fondo, una Pantalla led gigante rectangular y en la parte posterior los músicos, guitarristas y vocalistas se encuentran de pie en 6 diferentes tarimas cubiertas por una pantalla led similares a un cubo iguales a las de su presentación en Atlantic City, y una tarima en medio de la multitud similar a él I Am... Tour donde sujetada en un arnés y una barra donde descansa los pies es llevada volando hasta la segunda tarima

## Sinopsis

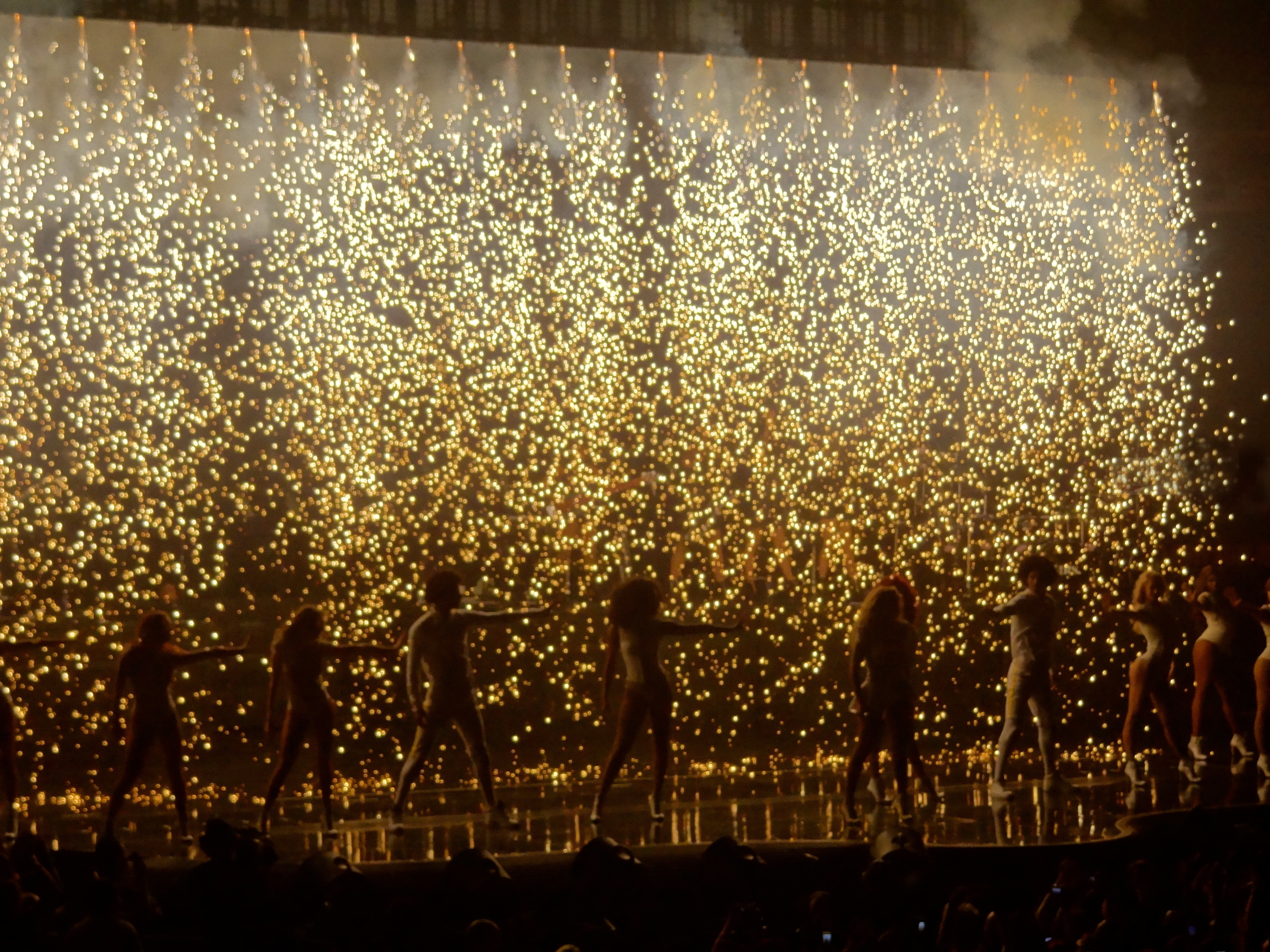
El escenario se compone principalmente de una Pantalla led rectangular que se eleva durante todo el Show, pirotecnia después de End of Time.

El espectáculo comienza con tambores de fondo, el escenario se encuentra cubierto por un telón gigante con el logotipo del Tour y la B de Beyoncé en el centro, de repente el telón cae bruscamente y los tambores dejan de sonar, en la parte superior del escenario aparece la pantalla gigante donde comienza a proyectar el "Intro" en el video se ve un castillo con un estilo gótico e impecablemente blanca, se ven a las bailarinas y los bailarines “Les Twins” coronando a Beyoncé y luego de realizar la reverencia la pantalla baja lentamente hasta el suelo y el vídeo finaliza con un fondo de lo que era el lugar de la coronación. De repente comienza a sonar el intro de “Run the world” y a los lados del escenario las bailarinas vestidas de blanco usando un vestido enjaulado y algunos antifaces levantan los brazos dando la bienvenida a Beyoncé, la pantalla vuelve a subir y las bailarinas se retiran entre la oscuridad y en un segundo el escenario se ilumina en pirotecnia y fuego, Beyoncé surge desde suelo hasta el centro de la tarima vestida blanco para comenzar con “Run the World (Girls)”. Luego la iluminación cambia a blanco y Knowles continua con “End of Time” y “Flaws and All”.
Al finalizar el primer acto la pantalla se vuelve a encender y aparece un nuevo intro "you are Queen" donde esta Beyoncé en un pueblo abandonado usando una corona, al finalizar aparece Knowles usando un vestuario negro con una manta oscura y una gorra con orejas y comienza con “If I Were a Boy" / "Bitter Sweet Symphony" luego de esto se quita la manta e interactúa con el público pidiéndoles que digan "Hey Mrs Carter" luego de esto comienza con “Get Me Bodied” y rápidamente la pantalla baja y comienza “Baby Boy” donde Beyoncé y sus bailarinas realizan una coreografía con la pantalla similar a su presentación en el Super Bowl, y continua con un intro de fondo donde termina con "Diva". Finalizado el segundo acto comienza el intro "I be a naughty girl", el escenario cambia a rosa y en el centro aparecen dos puertas estilo cabaret y las bailarinas realizan varias coreografías sensuales hasta que llega Beyoncé usando un leotardo color piel y dorado y comienza con "Naughty Girl"  durante el acto del suelo surge una línea de fuego, finalizada la canción continúan con “Party” en un ambiente de casino y en una coreografía con plumas estilo las vegas. la pantalla baja y dos de sus bailarinas realizan una coreografía hasta que del suelo surge Beyoncé usando un traje con chaqueta de cuero negros, sentada en un rectangulo de cristal y junto su guitarrista "Bibi" comienza con “I care”, luego con “I miss you” Beyoncé la interpreta mientras simula interactuar con un hombre en la pantalla. De repente el escenario cambia y se llena de luces color neón y Knowles finaliza cantando "Schoolin life".
Luego la pantalla comienza a proyectar el comercial del O2 pero esta vez en un ambiente de suspenso y parecido al de Alicia en el país de las maravillas, de repente aparecen dos bailarinas y les Twins realizando una breve coreografía y detrás de la pantalla aparece Beyoncé y el resto de las bailarinas usando una serie de vestidos largos de distintos colores e interpretando "Freakum dress" el escenario se torna amarillo y la guitarrista "Bibi" realiza un solo con Beyoncé con su guitarra encendida en pirotecnia. Finalizando “Freakum dress” aparece en la pantalla el intro de “Why dont you love” me donde Beyoncé intenta arreglar una avioneta en una bodega gigante completamente sola. Y del centro surge Beyoncé usando un vestuario gris, en algunos países verde cortado en varios retazos y con adornos de leopardo y comienza con "Why Don't You Love Me". Después de esto el escenario cambia ahora a azul y la pianista Rue comienza con un solo de piano y Beyoncé aparece usando un vestuario azul brillante y encima del piano interpreta "1+1", antes que finalice la canción las bailarinas vestidas de forma similar cubren a Beyoncé que de repente sube sujetada aun arnés por encima de todos y entre cientos de papelitos blancos, Beyoncé viaja por el aire a la vista de todos hasta llegar a la segunda tarima y allí interpreta "Irreplaceable", "Resentment", "Love on Top" y "Survivor".

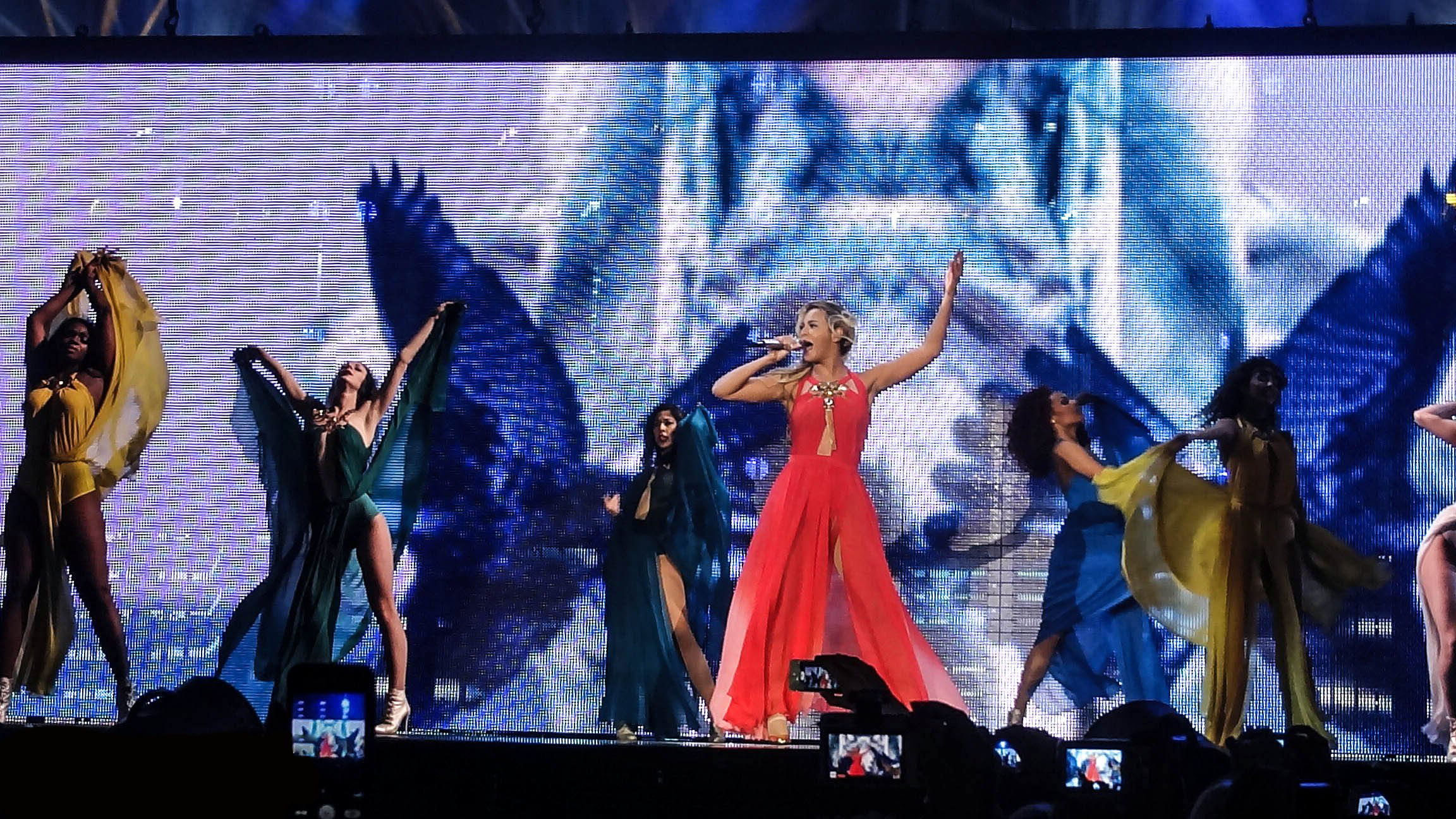
Beyoncé interpretando "Standing On The Sun" por única vez en Antwerp, Bélgica.

En algunos países debido al sitio, Beyoncé no volaba y solo llegaba a la tarima caminando y dando la mano mientras cantaba, luego de volver al escenario de nuevo, la pantalla se llena de colores y comienza el intro de “Countdown” y después de la cuenta regresiva Beyoncé aparece vestida en un leotardo con un diseño moderno dorado y negro con una falda oscura y manillas doradas e interpreta "Crazy in Love" en la pantalla aparece una serie de secuencias del mismo estilo del vestuario. Luego el escenario se llena de vapor blanco y comienza con "Single Ladies (Put a Ring on It)". Luego de este el escenario cambia por completo a un entorno salvaje y colorido y en la pantalla se ven varias secuencias de animales salvajes, Beyoncé usando trajes africanos y amazónicos, y luego del intro aparecen las bailarinas seguido de Beyoncé con "Grown Woman"usando un vestuario muy colorido con manchas de leopardo y una cola estilo falda, las bailarinas usan abanicos y unos coches de bebe de los mismos colores del vestuario y luego de una presentación llena de color finaliza en una lluvia de confeti de colores. Ya para finalizar aparece el intro “i was here” donde se ven varias etapas de la carrera de Beyoncé sus momentos más importantes en el mundo y con su hija, Beyoncé realiza una dedicatoria al igual que en el I Am... Tour pero en vez de Michael Jackson realiza una dedicatoria a Whitney Houston interpretando "I Will Always Love You" y luego con "Halo"” agradece a sus fanes dándoles la mano y se despide de todos mientras suena en el fondo “suga mama” y “green light”, Beyoncé se despide junto con sus bailarines y su banda y la pantalla baja hasta cubrirlos a todos y proyectar por último en la oscuridad FIN.
En algunos países el setlist era diferente debido a que en algunas fechas se realizaba algo único y exclusivo para la localidad programada, esos cambios se pueden percibir en algunos conciertos como Detroid que se agregó la canción "At Last" como una dedicación a esta ciudad, Antwerp en la cual se agregó "Standing On The Sun" la cual se cantó únicamente en ese país y París en la cual se cantó por primera vez "Grown Woman" a partir de ahí esta canción se convirtió en parte del setlist en algunos conciertos.

## Actos de apertura
- Franka Batelic (Croacia)[7]
- Eva Simons (Países Bajos)[8]
- LidoLido (Noruega)[9]
- DJ Kika (Venezuela)[10]
- Iggy Azalea  (Australia)[11]

## DVD
Brooklyn fue el lugar principal de grabación en el 2013, las 3 fechas fueron dadas para la grabación de la primera parte del tour. La 2.ª etapa del tour se grabó en las dos últimas fechas de la gira 'Lisboa /26-27/2014'.
Todo esto se puede dar por confirmado ya que en el especial llamado 'BeyoncéX10' transmitido en HBO podemos ver todas estas imágenes en dichos lugares mencionados. Este especial terminó el 31 de agosto de 2014. Se puede encontrar una grabación de dicho concierto en YouTube el cual se realizó en el Rock In Rio de Brasil en el 2013 el cual llegó a salir en versiones con una buena calidad. Dicho material contiene una versión de la gira con algunas canciones de menos, debido al lugar en el que se realizó.

## Repertorio
| - 2013 4 Apertura 1. "Run the World (Girls)" 2. "End of Time" 3. "Flaws and All" Acto 2 4. "If I Were a Boy"/"Bitter Sweet Symphony" 5. "Get Me Bodied" 6. "Baby Boy" 7. "Diva" Acto 3 8. "Naughty Girl" 9. "Party" Acto 4 10. "Freakum Dress" Acto 5 11. "I Care" 12. "I Miss You" 13. "Schoolin' Life" Acto 6 14. "Why Don't You Love Me" Acto 7 15. "1+1" 16. "Irreplaceable" 17. "Love on Top" 18. "Survivor" Acto 8 19. "Countdown" 20. "Crazy in Love" 21. "Single Ladies (Put a Ring on It)" Acto 9 22. "Grown Woman" Acto 10 23. "I Will Always Love You" 24. "Halo" | - 2014 BEYONCÈ Apertura 1. "Run the World (Girls)" Acto 2 2. "Bow Down" 3. "Flawless" 4. "Yoncé" 5. "Get Me Bodied" 6. "Baby Boy" 7. "Diva" Acto 3 8. "Naughty Girl" 9. "Blow" 10. "Partition" Acto 4 11. "Ghost" 12. "Haunted" 13. "Drunk in Love" Acto 5 14. "Why Don't You Love Me" 15. "Irreplaceable" 16. "Love on Top" Acto 6 17. "Countdown" 18. "Crazy in Love" 19. "Single Ladies (Put a Ring on It)" Acto 7 20. "I Will Always Love 21. "XO" 22. "Halo" |

Fuentes:

## Fechas de la gira
| Fecha                    | Ciudad           | País           | Lugar                                             | Asistencia              | Ganancias    |
| ------------------------ | ---------------- | -------------- | ------------------------------------------------- | ----------------------- | ------------ |
| Europa                   |                  |                |                                                   |                         |              |
| 15 de abril de 2013      | Belgrado         | Serbia         | Kombank Arena                                     | 16,719 / 16,719 (100%)  | $834,621     |
| 17 de abril de 2013      | Zagreb           | Croacia        | Arena Zagreb                                      | 16,920 / 16,920 (100%)  | $932,089     |
| 19 de abril de 2013      | Bratislava       | Eslovaquia     | Slovnaft Arena                                    | 8,770 / 8,770 (100%)    | $1,163,637   |
| 21 de abril de 2013      | Ámsterdam        | Países Bajos   | Ziggo Dome                                        | 30,897 / 31,600 (98%)   | $2,559,806   |
| 22 de abril de 2013      | Ámsterdam        | Países Bajos   | Ziggo Dome                                        | 30,897 / 31,600 (98%)   | $2,559,806   |
| 24 de abril de 2013      | París            | Francia        | Palais Omnisports de Paris-Bercy                  | 30,764 / 30,866 (~100%) | $2,338,754   |
| 25 de abril de 2013      | París            | Francia        | Palais Omnisports de Paris-Bercy                  | 30,764 / 30,866 (~100%) | $2,338,754   |
| 26 de abril de 2013      | Birmingham       | Reino Unido    | LG Arena                                          | 29,046 / 29,450 (99%)   | $2,952,937   |
| 27 de abril de 2013      | Birmingham       | Reino Unido    | LG Arena                                          | 29,046 / 29,450 (99%)   | $2,952,937   |
| 29 de abril de 2013      | Londres          | Reino Unido    | The O2 arena                                      | 97,082 / 98,212 (99%)   | $9,733,780   |
| 30 de abril de 2013      | Londres          | Reino Unido    | The O2 arena                                      | 97,082 / 98,212 (99%)   | $9,733,780   |
| 1 de mayo de 2013        | Londres          | Reino Unido    | The O2 arena                                      | 97,082 / 98,212 (99%)   | $9,733,780   |
| 3 de mayo de 2013        | Londres          | Reino Unido    | The O2 arena                                      | 97,082 / 98,212 (99%)   | $9,733,780   |
| 4 de mayo de 2013        | Londres          | Reino Unido    | The O2 arena                                      | 97,082 / 98,212 (99%)   | $9,733,780   |
| 5 de mayo de 2013        | Londres          | Reino Unido    | The O2 arena                                      | 97,082 / 98,212 (99%)   | $9,733,780   |
| 7 de mayo de 2013        | Mánchester       | Reino Unido    | Manchester Arena                                  | 44,739 / 45,064 (99%)   | $4,650,150   |
| 8 de mayo de 2013        | Mánchester       | Reino Unido    | Manchester Arena                                  | 44,739 / 45,064 (99%)   | $4,650,150   |
| 9 de mayo de 2013        | Mánchester       | Reino Unido    | Manchester Arena                                  | 44,739 / 45,064 (99%)   | $4,650,150   |
| 11 de mayo de 2013       | Dublín           | Irlanda        | The O2                                            | 25,536 / 25,536 (100%)  | $2,752,927   |
| 12 de mayo de 2013       | Dublín           | Irlanda        | The O2                                            | 25,536 / 25,536 (100%)  | $2,752,927   |
| 15 de mayo de 2013       | Amberes          | Bélgica        | Sportpaleis                                       | 34,785 / 34,793 (~100%) | $2,927,440   |
| 17 de mayo de 2013       | Zúrich           | Suiza          | Hallenstadion                                     | 13,000 / 13,000 (100%)  | $1,154,980   |
| 18 de mayo de 2013       | Milán            | Italia         | Mediolanum Forum                                  | 9,964 / 9,964 (100%)    | $882,241     |
| 20 de mayo de 2013       | Montpellier      | Francia        | Park & Suites Arena                               | 11,993 / 11,993 (100%)  | $1,212,031   |
| 22 de mayo de 2013       | Múnich           | Alemania       | Olympiahalle                                      | 11,857 / 11,857 (100%)  | $981,667     |
| 23 de mayo de 2013       | Berlín           | Alemania       | O2 World                                          | 27,632 / 27,632 (100%)  | $2,015,780   |
| 24 de mayo de 2013       | Berlín           | Alemania       | O2 World                                          | 27,632 / 27,632 (100%)  | $2,015,780   |
| 25 de mayo de 2013       | Varsovia         | Polonia        | Estadio Nacional de Polonia                       | 49,034 / 49,034 (100%)  | $3,651,304   |
| 27 de mayo de 2013       | Copenhague       | Dinamarca      | Forum København                                   | 9,890 / 9,890 (100%)    | $1,052,082   |
| 28 de mayo de 2013       | Oslo             | Noruega        | Telenor Arena                                     | 21,989 / 21,989 (100%)  | $2,204,442   |
| 29 de mayo de 2013       | Estocolmo        | Suecia         | Ericsson Globe                                    | 13,934 / 13,934 (100%)  | $1,318,690   |
| 30 de mayo de 2013       | Amberes          | Bélgica        | Sportpaleis                                       |                         |              |
| 1 de junio de 2013       | Twickenham       | Reino Unido    | Twickenham Stadium                                | 45,060 / 45,060 (100%)  | $5,132,599   |
| Norteamérica             |                  |                |                                                   |                         |              |
| 28 de junio de 2013      | Los Ángeles      | Estados Unidos | Staples Center                                    | 14,045 / 14,045 (100%)  | $1,573,932   |
| 29 de junio de 2013      | Las Vegas        | Estados Unidos | MGM Grand Garden Arena                            | 12,913 / 12,913 (100%)  | $1,856,203   |
| 1 de julio de 2013       | Los Ángeles      | Estados Unidos | Staples Center                                    | 13,715 / 13,715 (100%)  | $1,798,782   |
| 2 de julio de 2013       | San José         | Estados Unidos | SAP Center at San Jose                            | 12,304 / 12,304 (100%)  | $1,414,075   |
| 5 de julio de 2013       | Oklahoma City    | Estados Unidos | Chesapeake Energy Arena                           | 11,746 / 11,746 (100%)  | $1,277,715   |
| 6 de julio de 2013       | Dallas           | Estados Unidos | American Airlines Center                          | 13,758 / 13,758 (100%)  | $1,427,075   |
| 7 de julio de 2013       | Nueva Orleans    | Estados Unidos | Mercedes-Benz Superdome                           | 38,441 / 38,441 (100%)  | $5,766,150   |
| 9 de julio de 2013       | Fort Lauderdale  | Estados Unidos | BB&T Center                                       | 12,269 / 12,269 (100%)  | $1,328,330   |
| 10 de julio de 2013      | Miami            | Estados Unidos | AmericanAirlines Arena                            | 13,323 / 13,323 (100%)  | $1,444,290   |
| 12 de julio de 2013      | Atlanta          | Estados Unidos | Gwinnett Center                                   | 10,662 / 10,662 (100%)  | $1,089,710   |
| 13 de julio de 2013      | Nashville        | Estados Unidos | Bridgestone Arena                                 | 14,233 / 14,233 (100%)  | $1,399,640   |
| 15 de julio de 2013      | Houston          | Estados Unidos | Toyota Center                                     | 11,935 / 11,935 (100%)  | $1,320,925   |
| 17 de julio de 2013      | Chicago          | Estados Unidos | United Center                                     | 14,154 / 14,154 (100%)  | $1,688,865   |
| 18 de julio de 2013      | Saint Paul       | Estados Unidos | Xcel Energy Center                                | 14,187 / 14,187 (100%)  | $1,349,130   |
| 20 de julio de 2013      | Auburn Hills     | Estados Unidos | The Palace of Auburn Hills                        | 13,901 / 13,901 (100%)  | $1,414,609   |
| 21 de julio de 2013      | Toronto          | Canadá         | Air Canada Centre                                 | 14,610 / 14,610 (100%)  | $1,690,500   |
| 22 de julio de 2013      | Montreal         | Canadá         | Bell Centre                                       | 14,609 / 14,609 (100%)  | $1,570,565   |
| 23 de julio de 2013      | Boston           | Estados Unidos | TD Garden                                         | 12,911 / 12,911 (100%)  | $1,574,130   |
| 25 de julio de 2013      | Filadelfia       | Estados Unidos | Wells Fargo Center                                | 14,671 / 14,671 (100%)  | $1,491,320   |
| 26 de julio de 2013      | Atlantic City    | Estados Unidos | Boardwalk Hall                                    | 12,788 / 12,788 (100%)  | $1,646,832   |
| 27 de julio de 2013      | Charlotte        | Estados Unidos | Time Warner Cable Arena                           | 14,355 / 14,355 (100%)  | $1,393,108   |
| 29 de julio de 2013      | Washington D. C. | Estados Unidos | Verizon Center                                    | 27,133 / 27,133 (100%)  | $3,110,937   |
| 30 de julio de 2013      | Washington D. C. | Estados Unidos | Verizon Center                                    | 27,133 / 27,133 (100%)  | $3,110,937   |
| 31 de julio de 2013      | East Rutherford  | Estados Unidos | Izod Center                                       | 14,264 / 14,264 (100%)  | $1,598,000   |
| 2 de agosto de 2013      | Uncasville       | Estados Unidos | Mohegan Sun Arena                                 | 7,473 / 7,473 (100%)    | $702,825     |
| 3 de agosto de 2013      | Brooklyn         | Estados Unidos | Barclays Center                                   | 41,907 / 41,907 (100%)  | $5,357,970   |
| 4 de agosto de 2013      | Brooklyn         | Estados Unidos | Barclays Center                                   | 41,907 / 41,907 (100%)  | $5,357,970   |
| 5 de agosto de 2013      | Brooklyn         | Estados Unidos | Barclays Center                                   | 41,907 / 41,907 (100%)  | $5,357,970   |
| Europa                   |                  |                |                                                   |                         |              |
| 17 de agosto de 2013     | Weston           | Reino Unido    | Weston Park                                       | Festival                | Festival     |
| 18 de agosto de 2013     | Chelmsford       | Reino Unido    | Hylands Park                                      |                         |              |
| Norteamérica             |                  |                |                                                   |                         |              |
| 31 de agosto de 2013     | Filadelfia       | Estados Unidos | Benjamin Franklin Parkway                         | Festival                | Festival     |
| Latinoamérica            |                  |                |                                                   |                         |              |
| 8 de septiembre de 2013  | Fortaleza        | Brasil         | Estadio Aderaldo Plácido Castelo                  | 27,847 / 40,000         | $2,563,750   |
| 11 de septiembre de 2013 | Belo Horizonte   | Brasil         | Estadio Mineirão                                  | 22,023 / 40,000         | $1,986,730   |
| 13 de septiembre de 2013 | Río de Janeiro   | Brasil         | Parque Olímpico Cidade do Rock                    | Festival                |              |
| 15 de septiembre de 2013 | São Paulo        | Brasil         | Estadio Morumbi                                   | 37,346 / 50,000         | $3,415,660   |
| 17 de septiembre de 2013 | Brasilia         | Brasil         | Estadio Mané Garrincha                            | 36,284 / 40,000         | $2,444,810   |
| 20 de septiembre de 2013 | Caracas          | Venezuela      | Estadio de fútbol de la Universidad Simón Bolívar | 9,406 / 12,000          | $1,337,070   |
| 22 de septiembre de 2013 | Medellín         | Colombia       | Estadio Atanasio Girardot                         | 40,300 / 40,300 (100%)  | $4,822,500   |
| 24 de septiembre de 2013 | Monterrey        | México         | Arena Monterrey                                   | 14,000 / 14,000 (100%)  | $1 086,466   |
| 26 de septiembre de 2013 | Ciudad de México | México         | Palacio de los Deportes                           | 19,027 / 19,107 (~100%) | $1,858,905   |
| 28 de septiembre de 2013 | San Juan         | Puerto Rico    | Coliseo de Puerto Rico                            | 14,358 / 14,358 (100%)  | $1,801,378   |
| Oceanía                  |                  |                |                                                   |                         |              |
| 16 de octubre de 2013    | Auckland         | Nueva Zelanda  | Vector Arena                                      | 44,760 / 47,200 (95%)   | $6,748,371   |
| 17 de octubre de 2013    | Auckland         | Nueva Zelanda  | Vector Arena                                      | 44,760 / 47,200 (95%)   | $6,748,371   |
| 18 de octubre de 2013    | Auckland         | Nueva Zelanda  | Vector Arena                                      | 44,760 / 47,200 (95%)   | $6,748,371   |
| 19 de octubre de 2013    | Auckland         | Nueva Zelanda  | Vector Arena                                      | 44,760 / 47,200 (95%)   | $6,748,371   |
| 22 de octubre de 2013    | Melbourne        | Australia      | Rod Laver Arena                                   | 47,320 / 47,320 (100%)  | $7,890,660   |
| 23 de octubre de 2013    | Melbourne        | Australia      | Rod Laver Arena                                   | 47,320 / 47,320 (100%)  | $7,890,660   |
| 25 de octubre de 2013    | Melbourne        | Australia      | Rod Laver Arena                                   | 47,320 / 47,320 (100%)  | $7,890,660   |
| 25 de octubre de 2013    | Melbourne        | Australia      | Rod Laver Arena                                   | 47,320 / 47,320 (100%)  | $7,890,660   |
| 28 de octubre de 2013    | Brisbane         | Australia      | Brisbane Entertainment Centre                     | 22,214 / 22,536 (99%)   | $3,815,980   |
| 29 de octubre de 2013    | Brisbane         | Australia      | Brisbane Entertainment Centre                     | 22,214 / 22,536 (99%)   | $3,815,980   |
| 31 de octubre de 2013    | Sídney           | Australia      | Allphones Arena                                   | 56,822 / 56,822 (100%)  | $9,422,280   |
| 1 de noviembre de 2013   | Sídney           | Australia      | Allphones Arena                                   | 56,822 / 56,822 (100%)  | $9,422,280   |
| 2 de noviembre de 2013   | Sídney           | Australia      | Allphones Arena                                   | 56,822 / 56,822 (100%)  | $9,422,280   |
| 3 de noviembre de 2013   | Sídney           | Australia      | Allphones Arena                                   | 56,822 / 56,822 (100%)  | $9,422,280   |
| 5 de noviembre de 2013   | Adelaida         | Australia      | Adelaide Entertainment Centre                     | 15,330 / 15,330 (100%)  | $2,697,390   |
| 6 de noviembre de 2013   | Adelaida         | Australia      | Adelaide Entertainment Centre                     | 15,330 / 15,330 (100%)  | $2,697,390   |
| 8 de noviembre de 2013   | Perth            | Australia      | Perth Arena                                       | 29,356 / 29,356 (100%)  | $4,994,010   |
| 9 de noviembre de 2013   | Perth            | Australia      | Perth Arena                                       | 29,356 / 29,356 (100%)  | $4,994,010   |
| Norteamérica             |                  |                |                                                   |                         |              |
| 30 de noviembre de 2013  | Vancouver        | Canadá         | Rogers Arena                                      | 13,590 / 13,590 (100%)  | $1,721,804   |
| 2 de diciembre de 2013   | San José         | Estados Unidos | SAP Center at San Jose                            | 11,972 / 12,618 (95%)   | $1,490,045   |
| 3 de diciembre de 2013   | Los Ángeles      | Estados Unidos | Staples Center                                    | 13,982 / 13,982 (100%)  | $1,954,343   |
| 6 de diciembre de 2013   | Las Vegas        | Estados Unidos | MGM Grand Arena                                   | 12,811 / 12,811 (100%)  | $1,872,823   |
| 7 de diciembre de 2013   | Phoenix          | Estados Unidos | US Airways Center                                 | 10,752 / 10,752 (100%)  | $1,299,545   |
| 9 de diciembre de 2013   | Dallas           | Estados Unidos | American Airlines Center                          | 12,011 / 12,011 (100%)  | $1,336,055   |
| 10 de diciembre de 2013  | Houston          | Estados Unidos | Toyota Center                                     | 11,936 / 11,936 (100%)  | $1,414,525   |
| 12 de diciembre de 2013  | Louisville       | Estados Unidos | KFC Yum! Center                                   | 14,979 / 14,979 (100%)  | $1,746,575   |
| 13 de diciembre de 2013  | Chicago          | Estados Unidos | United Center                                     | 14,005 / 14,005 (100%)  | $1,859,745   |
| 14 de diciembre de 2013  | Saint Louis      | Estados Unidos | Scottrade Center                                  | 14,079 / 14,079 (100%)  | $1,588,140   |
| 16 de diciembre de 2013  | Toronto          | Canadá         | Air Canada Center                                 | 14,785 / 14,785 (100%)  | $1,906,954   |
| 18 de diciembre de 2013  | Washington D. C. | Estados Unidos | Verizon Center                                    | 14,074 / 14,074 (100%)  | $1,605,612   |
| 19 de diciembre de 2013  | Brooklyn         | Estados Unidos | Barclays Center                                   | 27,760 / 27,760 (100%)  | $3,695,080   |
| 22 de diciembre de 2013  | Brooklyn         | Estados Unidos | Barclays Center                                   | 27,760 / 27,760 (100%)  | $3,695,080   |
| 20 de diciembre de 2013  | Boston           | Estados Unidos | TD Garden                                         | 13,003 / 13,003 (100%)  | $1,686,370   |
| Europa                   |                  |                |                                                   |                         |              |
| 20 de febrero de 2014    | Glasgow          | Reino Unido    | The Hydro                                         | 23,850 / 23,850 (100%)  | $2,898,560   |
| 21 de febrero de 2014    | Glasgow          | Reino Unido    | The Hydro                                         | 23,850 / 23,850 (100%)  | $2,898,560   |
| 23 de febrero de 2014    | Birmingham       | Reino Unido    | LG Arena                                          | 29,006 / 29,006 (100%)  | $3,400,510   |
| 24 de febrero de 2014    | Birmingham       | Reino Unido    | LG Arena                                          | 29,006 / 29,006 (100%)  | $3,400,510   |
| 25 de febrero de 2014    | Mánchester       | Reino Unido    | Manchester Arena                                  | 30,119 / 30,119 (100%)  | $3,553,940   |
| 26 de febrero de 2014    | Mánchester       | Reino Unido    | Manchester Arena                                  | 30,119 / 30,119 (100%)  | $3,553,940   |
| 28 de febrero de 2014    | Londres          | Reino Unido    | The O2 Arena                                      | 99,183 / 99,183 (100%)  | $11,385,400  |
| 1 de marzo de 2014       | Londres          | Reino Unido    | The O2 Arena                                      | 99,183 / 99,183 (100%)  | $11,385,400  |
| 2 de marzo de 2014       | Londres          | Reino Unido    | The O2 Arena                                      | 99,183 / 99,183 (100%)  | $11,385,400  |
| 4 de marzo de 2014       | Londres          | Reino Unido    | The O2 Arena                                      | 99,183 / 99,183 (100%)  | $11,385,400  |
| 5 de marzo de 2014       | Londres          | Reino Unido    | The O2 Arena                                      | 99,183 / 99,183 (100%)  | $11,385,400  |
| 6 de marzo de 2014       | Londres          | Reino Unido    | The O2 Arena                                      | 99,183 / 99,183 (100%)  | $11,385,400  |
| 8 de marzo de 2014       | Dublín           | Irlanda        | 3Arena                                            | 51,100 / 51,100 (100%)  | $5,554,170   |
| 9 de marzo de 2014       | Dublín           | Irlanda        | 3Arena                                            | 51,100 / 51,100 (100%)  | $5,554,170   |
| 11 de marzo de 2014      | Dublín           | Irlanda        | 3Arena                                            | 51,100 / 51,100 (100%)  | $5,554,170   |
| 12 de marzo de 2014      | Dublín           | Irlanda        | 3Arena                                            | 51,100 / 51,100 (100%)  | $5,554,170   |
| 15 de marzo de 2014      | Colonia          | Alemania       | Lanxess Arena                                     | 29,781 / 29,781 (100%)  | $2,875,770   |
| 16 de marzo de 2014      | Colonia          | Alemania       | Lanxess Arena                                     | 29,781 / 29,781 (100%)  | $2,875,770   |
| 18 de marzo de 2014      | Ámsterdam        | Países Bajos   | Ziggo Dome                                        | 31,353 / 31,353 (100%)  | $2,912,550   |
| 19 de marzo de 2014      | Ámsterdam        | Países Bajos   | Ziggo Dome                                        | 31,353 / 31,353 (100%)  | $2,912,550   |
| 20 de marzo de 2014      | Amberes          | Bélgica        | Sportpaleis                                       | 36,972 / 36,972 (100%)  | $3,489,100   |
| 21 de marzo de 2014      | Amberes          | Bélgica        | Sportpaleis                                       | 36,972 / 36,972 (100%)  | $3,489,100   |
| 24 de marzo de 2014      | Barcelona        | España         | Palau Sant Jordi                                  | 17,315 / 17,315 (100%)  | $1,993,000   |
| 26 de marzo de 2014      | Lisboa           | Portugal       | MEO Arena                                         | 36,051 / 36,051 (100%)  | $3,064,960   |
| 27 de marzo de 2014      | Lisboa           | Portugal       | MEO Arena                                         | 36,051 / 36,051 (100%)  | $3,064,960   |
| Total                    | Total            | Total          | Total                                             | 1,928,590 / 1,981,170   | $229,229,111 |

## Conciertos cancelados y/o reprogramados
| Fecha              | Ciudad, País     | Lugar       | Motivo                                                             |
| ------------------ | ---------------- | ----------- | ------------------------------------------------------------------ |
| 14 de mayo de 2013 | Amberes, Bélgica | Sportpaleis | Reprogramado para el 30 de mayo, debido a deshidratación y fatiga. |